# Ampère (eenheid)
| Grotere en kleinere eenheden | Grotere en kleinere eenheden | Grotere en kleinere eenheden |
| factor                       | naam                         | symbool                      |
| ---------------------------- | ---------------------------- | ---------------------------- |
| 103                          | kiloampère                   | kA                           |
| 1                            | ampère                       | A                            |
| 10−3                         | milliampère                  | mA                           |
| 10−6                         | microampère                  | µA                           |
| 10−9                         | nanoampère                   | nA                           |
| 10−12                        | picoampère                   | pA                           |
| 10−15                        | femtoampère                  | fA                           |

Ampère als ladingseenheid per tijdseenheid

In de natuurkunde is de ampère, met symbool A, een eenheid van elektrische stroomsterkte. De ampère is een van de zeven grondeenheden van het SI-stelsel en is genoemd naar de Franse fysicus André-Marie Ampère (1775–1836), een van de hoofdontdekkers van het elektromagnetisme.

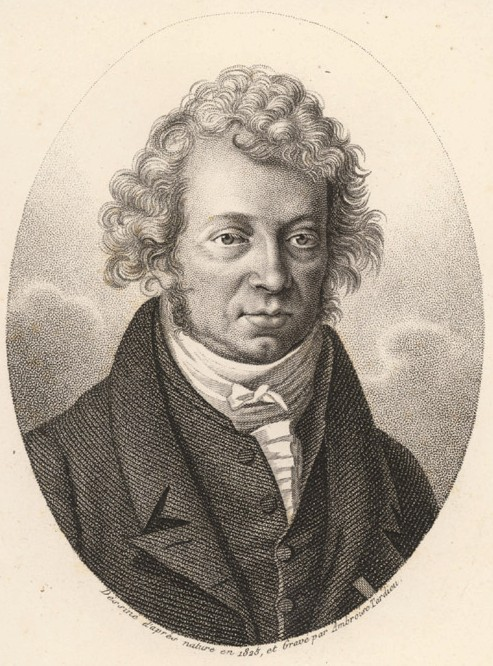
André-Marie Ampère (1775-1836), de Franse natuurkundige naar wie de eenheid van stroom werd vernoemd

## Definitie van de ampère

### Tot 2019

Illustratie van de definitie van de ampère zoals die gangbaar was tot 20 mei 2019

De definitie van de ampère luidde:

Een ampère is de constante stroomsterkte die, wanneer deze loopt door twee parallelle geleiders van oneindige lengte en met een verwaarloosbare diameter, op 1 meter van elkaar geplaatst in vacuüm, een lorentzkracht tussen deze geleiders produceert van 2 × 10−7 newton per meter lengte.

### Vanaf 20 mei 2019
De herdefinitie van de ampère is gebaseerd op de exacte vastlegging van de elementaire lading {\displaystyle e=1{,}602\,176\,634\cdot 10^{-19}{\text{C}}}. Aangezien gehandhaafd blijft dat een stroomsterkte van 1 A een stroom betekent van 1 coulomb per seconde:
1 A = 1 C / s,
wordt volgens de herdefinitie van de basiseenheden, een elektrische stroom met sterkte 1 A veroorzaakt door
{\displaystyle {\frac {10^{19}}{1{,}602\,176\,634}}}
elementaire ladingen per seconde. Een gevolg is dat in de formule voor de lorentzkracht tussen geleiders niet meer exact de factor 2 × 10−7 staat.

## Elektrische lading
De eenheid van elektrische lading, de coulomb, is gedefinieerd op basis van de ampère: 1 coulomb is de hoeveelheid lading die overeenkomt met een stroom van 1 ampère gedurende 1 seconde, ofwel 1 coulomb is gelijk aan 1 ampèreseconde:
1 C = 1 A · 1 s = 1 As

## Geschiedenis
De huidige definitie is gelijkwaardig met de oorspronkelijke: de grootte van de ampère is zo gekozen dat we in de formule voor de lorentzkracht tussen geleiders het min of meer ronde getal 2 × 10−7 krijgen (in termen van de dyne en de cm was er alleen de factor 2). Om praktische redenen was er van 1893 tot 1948 een andere definitie, berustend op het bepalen van de hoeveelheid neergeslagen zilver bij de elektrolyse van zilvernitraat; 1 ampère was de stroom die 1,118 000 mg zilver per seconde doet neerslaan uit een zilvernitraatoplossing. Later bleek bij preciezere meting dat de zo gedefinieerde stroom in termen van de oorspronkelijke en huidige definitie 0,999 85 A bedroeg.